# Derek Mahon

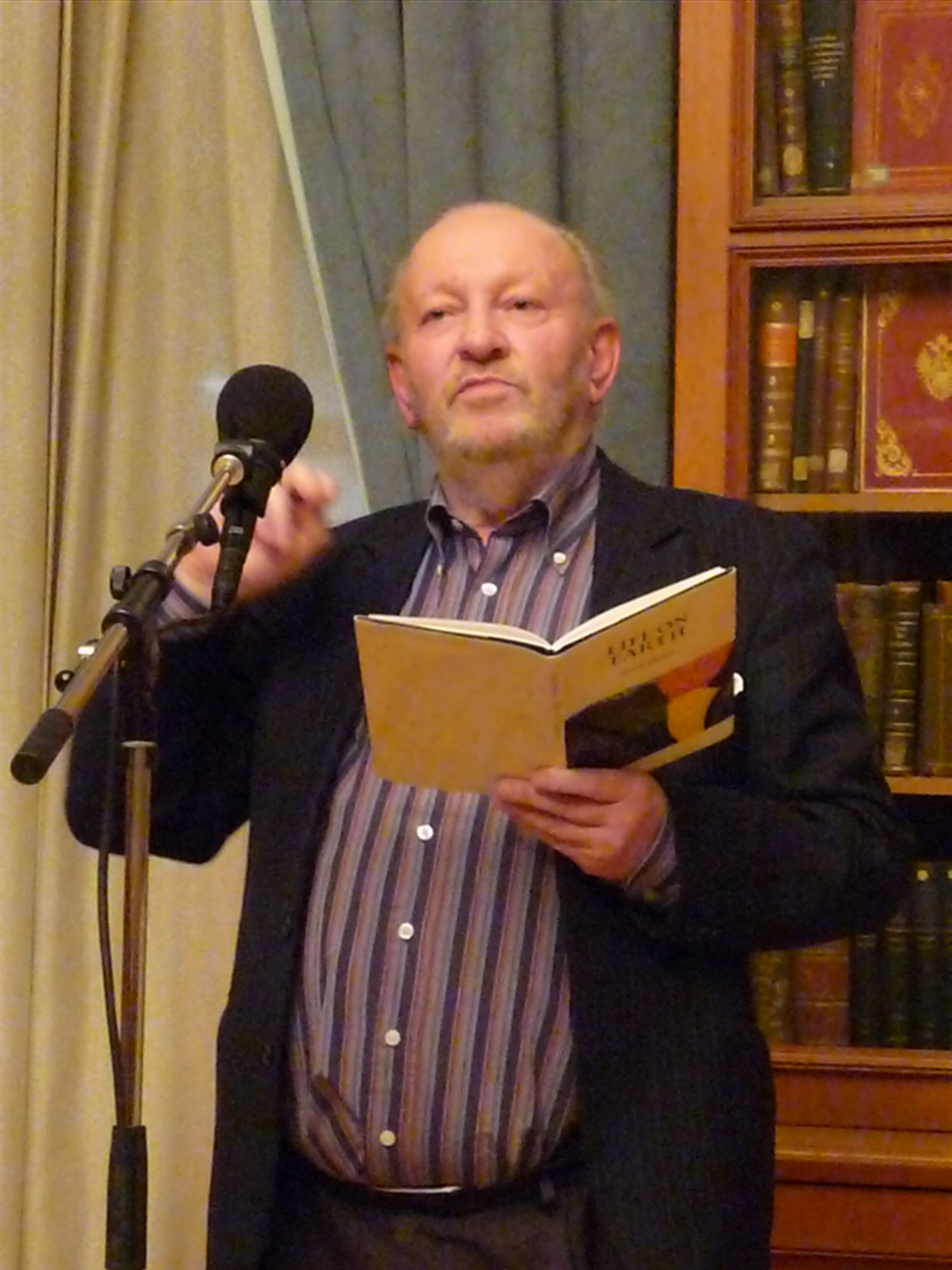
Derek Mahon

Derek Mahon (Belfast, 23 novembre 1941 – Cork, 1º ottobre 2020) è stato un poeta irlandese.

## Vita ed opere
Mahon, figlio di protestanti, nasce a Belfast, nell'Ulster, dove però si sente molto limitato, e non apprezza il fanatismo religioso imperante nella sua terra. Si sposta così a Dublino, dove frequenterà il Trinity College, inframezzato da un anno alla Sorbona di Parigi, dove studia il francese. Alla fine dei suoi studi, Mahon trascorre un anno tra Canada, a casa di un cugino e Stati Uniti, dove incomincerà ad insegnare. Nel 1967 torna in Irlanda e pubblica a Belfast la sua prima opera, Twelve Poems, che sarà però abbastanza ignorata dalla critica. L'anno successivo insegnerà a Dublino, e darà alle stampe Night-Crossing, raccolta di 28 poesie, che delineano bene la visione della vita dell'autore. Nel 1972 pubblica Lives e si sposa, nel frattempo lavora come critico e giornalista a Londra; Nel 1975 comparirà The Snow Party, seguito da Poems 1962-1978 nel 1979 e da The Hunt by Night nel 1982. Nel 1985 divorzia, e nello stesso periodo comincia a tradurre lavori ed opere teatrali dal francese. Nel 1993 pubblica ancora Antartica.

## Filosofia
Derek Mahon è, coerentemente fin dalle sue prime opere, un meditatore, un uomo sempre alla ricerca di qualche cosa. Egli non ha mai voluto prendere posizione nelle lotte politico-religiose che hanno sconvolto e ancora creano scompiglio in Ulster, desidera solo la risoluzione pacifica dei conflitti. La sua ricerca è atta ad uscire da quello che lui, metaforicamente, definisce Night-Crossing, un attraversamento notturno che sta ad indicare il percorso dell'uomo nella sua vita. Da questo punto di vista, la vita terrena si configura come una attesa costante, frustrante ed ansiogena (in quanto non si conosce il punto di arrivo, né la sua distanza, né la sua essenza). Tra tutte le attese, dice l'autore, l'Attesa della Vita è la più frustrante, in quanto quella che si vive è solo una vita data, la vita vera arriverà, forse, alla fine del Night-Crossing terreno.